# Puressentiel
Le laboratoire Puressentiel est une entreprise française.

## Histoire
En 2005, la société est fondée à Paris par Isabelle et Marco Pacchioni. 
Dès 2010, l’entreprise commence à se développer également à l’international. Elle fait notamment son entrée sur le marché américain et dans les duty free en 2019. 

## Activités
L'entreprise produit des huiles essentielles et des formules à base d'huiles essentielles et d'huiles végétales. Les produits sont distribués en pharmacie, parapharmacie, et via leur boutique en ligne.
Si les matières premières des produits proviennent des quatre coins du monde, la fabrication, 100% française,  est sous-traitée depuis 2011 à la PME Fareva.
En 2019, l’entreprise compte 220 salariés, 85 millions d'euros de chiffre d'affaires et neuf filiales dans le monde. La société est présente dans 70 pays.
En 2020, l'entreprise dépasse les 100 millions d'euros de chiffre d'affaires.
|                                        | 2014 | 2015 | 2016 | 2017 | 2018 |
| -------------------------------------- | ---- | ---- | ---- | ---- | ---- |
| Chiffre d'affaires en millions d'euros | 55   | 60   | 63   | 64   | 65   |
| Résultat net en millions d'euros       | 3,1  | 3,8  | 1,1  | 1,4  | 1    |
| Effectif moyen annuel                  | 45   | 54   | 77   | 87   | 87   |

## Recherche et développement
En 2017, la R&D représente environ 15 millions d’euros annuels. 